# Рамирес, Густаво Адриан
Густаво Адриан Рамирес Рохас (исп. Gustavo Adrián Ramírez Rojas; 13 мая 1990 года, Юти) — парагвайский футболист, играющий на позиции нападающего. Ныне выступает за мексиканский клуб «Атлетико Морелия».

## Биография
Густаво Рамирес — воспитанник парагвайских клубов «Коронель Мартинес» и «12 октября», по приглашению Уго Хименеса отправился в молодёжную команду мексиканской «Пачуки». В середине 2011 года он был отдан в аренду команде Ассенсо МХ «Леон». 21 августа того же года Рамирес дебютировал в лиге, выйдя на замену в домашней игре с клубом «Торос Неса». В том же поединке он забил свой первый гол, сравняв счёт на 89-й минуте. Впоследствии парагваец играл на правах аренды за различные команды лиги Ассенсо МХ: «Лобос БУАП», «Дорадос де Синалоа», «Алебрихес де Оахака», «Эстудиантес Текос» и «Минерос де Сакатекас».
7 февраля 2016 года Густаво Рамирес дебютировал в мексиканской Примере, выйдя на замену в конце гостевого матча с клубом «УНАМ Пумас». Спустя два месяца он забил свой первый гол на высшем уровне, ставший победным в домашней игре с командой «УАНЛ Тигрес».
С середины 2016 года парагваец вернулся в Ассенсо МХ, подписав контракт с клубом «Минерос де Сакатекас», спустя год он перешёл в другую команду той же лиги «Симарронес де Сонора», затем снова в «Дорадос де Синалоа», с июня 2018 года играет за «Коррекаминос».